# 아낌없이 바쳤는데
"아낌없이 바쳤는데"는 1980년에 개봉한 대한민국의 영화이다.

## 캐스팅
- 유지인 : 연하 역
- 신영일 : 건우 역
- 심수봉
- 오미연
- 김해인
- 정혜선
- 이순재
- 손창호
- 박성미
- 문미봉
- 현해리
- 최무웅
- 최석
- 정영국
- 전숙
- 이예성
- 이대운
- 최일
- 박부양
- 성명순
- 정미경
- 권일정
- 김승남
- 장춘연
- 임성포
- 김예성
- 박일
- 로스메리 몬로 (특별출연)
- 월리엄 슈란 (특별출연)